# 惡作劇
惡作劇，又稱整蠱、整人，是一种藉由欺騙、作弄或冒犯他人以得到樂趣的行為。
惡作劇最基本的形式即是故意使他人陷入窘境，並在旁觀賞他人尷尬、吃驚、惶恐等等尋常難以得見的情緒表現，藉此得到樂趣。這種惡作劇純粹是以滿足個人樂趣為目的，其他觀看者或被惡作劇的人不一定也會覺得有趣，而且往往適得其反地令人憎惡。這種惡作劇有時已經達到了欺凌或犯罪的程度，可能會面臨始料未及的嚴重後果。
惡作劇也可用文學或藝術的形式來表現，例如隨處塗鴉、諷刺漫畫、惡搞創作等等。和前類惡作劇相比，這類惡作劇因為不直接與被惡作劇者接觸，所以一般較能為人所接受或原諒，但有時也可能引致意想不到的反效果，例如隨處塗鴉可能會面臨損害賠償的問題，諷刺漫畫也有像日德蘭郵報穆罕默德漫畫事件一樣演變成為國際問題。
雖然惡作劇有時確實能達到幽默、滑稽的效果，但也有時不但不讓人覺得有趣，反而還招人厭惡，因此社會對惡作劇的存在價值評價兩極。不過也有些高明的惡作劇是寓教於樂的，例如澳洲廣播公司電視台的《追趕者》諷刺電視劇即為利用惡作劇來突顯某些事物的荒谬性，达到讽刺或者教育的目的。

## 知名例子
索卡事件是1996年由物理學家艾倫·索卡尔向後現代主義學者發起的著名惡作劇。索卡尔向文化研究雜誌《社會文本》投了一篇偽科學的文稿，结果成功发表。
《亞特蘭大之夜》是一部由一群科幻和奇幻作家創作的、針對出版商出版美国進行惡作劇的惡搞小說。
2012年澳洲2Day FM兩名唱片騎師惡作劇打扮成英女皇的聲線，致電愛德華七世醫院查問劍橋公爵夫人病情，令醫院女護士疑羞憤自殺身亡。
YouTube上有多个分享恶作剧的频道，如PrankvsPrank、ViralBrothers及亞特蘭大之夜。